# Chiesa di San Martino (Sueglio)
La chiesa di San Martino è l’edificio religioso parrocchiale di culto cattolico del piccolo comune di Sueglio della Valvarrone, in provincia di Lecco ed arcidiocesi di Milano.
L'attuale costruzione è il frutto di varie modifiche effettuate durante il XVI secolo su un originale edificio risalente probabilmente al XII secolo e di un grande restauro avvenuto nel XIX secolo.

## Storia
Le prime testimonianze storiche della chiesa di San Martino di Sueglio risalgono al XIII secolo, quando comparve nell'elenco delle chiese appartenenti alla Pieve di Dervio. Nonostante ciò secondo alcuni storici la dedicazione ad un Santo d'origine franca e l'ubicazione in una posizione strategico-panoramica testimoniano l'antichità della costruzione originale che probabilmente risale all'epoca dei longobardi durante la quale svolgeva una funzione paramilitare. 
Nel 1367 divenne parrocchia separandosi dalla chiesa madre di Dervio; infatti per i quattro anni precedenti (1362-1367) fu presidiata da un rettore e continuò ad essere riconosciuta come rettoria fino al XVI secolo. Tra il 1583 e il 1585 fu parroco Marcaurelio Grattarola di Margno, uno dei primi oblati di San Carlo, il quale consacrò la chiesa nel 1583. Durante il corso del XVI secolo subì molti ampliamenti e modifiche dovuti alla crescita della popolazione; il primo ampliamento fu realizzato a partire dal 1560 circa. 
Nel 1653 fu estratta dalle fondamenta la "prima pietra", poiché i fedeli ritenevano che non avesse ricevuto una degna benedizione. 
Tra il 1697 e il 1705 fu edificato accanto alla chiesa un grande campanile. L'edificio fu in gran parte ricostruito nel 1860 seguendo il progetto di Luigi Frassi di Dervio elaborato già nel 1853. Il risultato di questo grande intervento fu un edificio imponente in stile tardo-neoclassico.

## Descrizione

### Interno
La chiesa presenta una pianta a croce latina ed è costituita da un'unica navata o aula, da un transetto e da un'abside per l'altare maggiore e il presbiterio. 
La navata è coperta da quattro campate a botte e vele che creano sulle pareti laterali otto nicchie, quattro sul lato sinistro e quattro sul lato destro; quest'ultime presentano nella parte superiore dei finestroni semicircolari. Nel punto di intersezione tra la navata e il transetto si erge una cupola e sia nel fondo del transetto destro che di quello sinistro si aprono altri due finestroni semicircolari. In fondo vi è l'abside che si separa dall'aula attraverso due gradini e balaustre in marmo. L'edificio quindi presenta una solenne ritmicità dei volumi dovuta anche al cornicione che circonda tutto il perimetro. Sopra il portale di ingresso si trovano il coro e l'organo del XX secolo donato da un emigrato in Argentina. 
Sul lato sinistro la prima nicchia, dove sono visibili tracce della chiesa medievale, accoglie il fonte battesimale cinquecentesco e il quadro del battesimo di Gesù Cristo del 1911 di Carlo Maroni; nella seconda si trova un confessionale e le successive due nicchie sono cappelle con altari e balaustre marmoree. La prima di queste è dedicata al Santo Crocifisso e contiene l'altare del Crocifisso, una statua di Cristo morto probabilmente del Quattrocento e un grandioso crocifisso in un'ancona di marmi policromi. Su questo altare inoltre vi è un tabernacolo ligneo dorato con a fianco due reliquiari, uno dei quali custodisce un cappuccio indossato da San Carlo. La seconda è dedicata alla Madonna del Rosario e contiene una pala a Lei dedicata del 1627, donata da emigrati di Introzzo a Castelnuovo di Sarzana. 
Sul lato destro la prima nicchia è occupata dalla scala a chiocciola che porta al coro, nella seconda si trova un confessionale e sopra una tela raffigurante i tre Santi invocati contro la peste cioè San Sebastiano, San Rocco e San Carlo; le successive due nicchie sono altre due cappelle con altari e balaustre marmoree. La prima è dedicata al Sacro Cuore mentre la seconda è dedicata alla Madonna del Carmine e accoglie un grande altare con ancona in legno dorato e colonnine a spira e la pala dedicata alla Madonna di Joseph Hentius, entrambi donati nel 1659 da emigrati del paese a Venezia. Nella pala è rappresentata al centro la Vergine con ai lati San Domenico di Guzmán e Sant'Antonio da Padova, circondati da angeli e anime del purgatorio immerse nel fuoco. Nel transetto sinistro vi è l’altare con balaustre in marmo dedicato a San Giuseppe con ai lati sei quadri raffiguranti sei dei dodici Apostoli, una tela secentesca con Sant'Antonio di Padova, San Felice da Cantalice e San Domenico e un grande dipinto raffigurante San Martino vescovo che resuscita un giovane presentato dalla madre con a fianco il pulpito ornato da sobrie decorazioni ad intaglio e angeli telamoni tardobarocchi del 1687 scolpiti da intagliatori bergamaschi. Nel transetto destro invece si trova l'altare con balaustre in marmo dedicato all'Immacolata Concezione con ai lati altri sei quadri raffiguranti i restanti sei Apostoli, una tela con Sant'Antonio di Padova di Gio. Battista Bolleggio del 1658, una tela dell'Immacolata e angeli con i santi Giovanni Battista e Antonio di Padova donata nel 1724 dai fratelli Badelloni e un grande dipinto raffigurante San Martino soldato prima della conversione che porge un pezzo di mantello ad un anziano seminudo per terra con delle stampelle. 
Nell'abside invece si trova il prezioso altare maggiore risalente al 1660 che si presenta come un tempietto ligneo dorato a forma di torre, decorato da una corona di Santi e angeli che circondano Cristo. L'altare è la rappresentazione del trionfo del paradiso sulla terra e riproduce il "Sacro Monte". Sulla parete dell'abside sono presenti i dipinti del profeta Elia e del Re Davide, dell'Ultima Cena e della Moltiplicazione dei pani realizzati da Giovanni Battista Rivetta detto "Romeo" (nato a Melegnano nel 1868) insieme al dipinto della Gloria Angelica e degli Evangelisti sulla cupola. Inoltre sulle pareti della chiesa sono appesi i quattordici quadri della Via Crucis del Cinquecento. Importante tesoro della chiesa è la Croce quattrocentesca su un lato della quale è raffigurato San Martino.

### Campanile
La possente torre campanaria fu edificata accanto alla chiesa fra il 1697 e il 1705 ed è decorata nelle specchiature rivolte verso ovest con il dipinto dell'Annunciazione e sotto un volo di angeli che mettono in fuga dei demoni reggendo l'orologio astronomico donato nel 1707 dal parroco Domenico Merlino (oggi non più presente sul campanile).

### Facciata
La facciata presenta una struttura neoclassica costituita dai due ordini con lesene toscane, da un finestrone semicircolare e un timpano sommitale. I portali d'entrata sono tre, due laterali e uno centrale datati 1771 ma ripresi nel 1831. Sopra il portale centrale ci sono i simboli di Martino soldato (elmo e spada) e di Martino vescovo (mitra e pastorale) racchiusi in una cornice. Invece sopra i portali laterali ci sono due nicchie, una con la statua di Sant'Isidoro con la vanga (protettore dei contadini) e l'altra con la statua di una Santa. Ai margini della piazza, sulla quale si affaccia la chiesa, si trova un ossario del 1715 e a valle l’oratorio dei confratelli del 1856.